# Somalo
Somalo es un pueblo despoblado de La Rioja (España) perteneciente al municipio de Uruñuela. Se encuentra  junto al río Najerilla. Perteneció al municipio de Torremontalbo como exclave desde 1840 hasta 2010. Era un soto de caza del señor de Torremontalbo. Actualmente es una casa propiedad de Salesianos España en donde se hacen encuentros de jóvenes como campamentos y convivencias. 

## Historia
Somalo aparece en el Privilegio grande del Monasterio de Santa María la Real de Nájera, donde aparecen los bienes de esta villa concedidos al monasterio.
En 1500 don Pedro Manrique de Lara, primer Duque de Nájera, pretendió hacer como suya la finca-granja de Somalo, que el monasterio se negó a ceder, posteriormente Ander Cañizal (ciudadano de Burgos) intento volver a comprar la vivienda, pero una vez más su venta fue negada
El 10 de marzo de 2010 el Parlamento de La Rioja aprobó la Ley 3/2010 para la alteración de los términos municipales de Torremontalbo y de Uruñuela. Por ella, Somalo se desagregó del primer municipio y se incorporó al segundo. Actualmente el mantenimiento es producido por la empresa "Mikel Rampas jardineros S.A" que hace labores de jardinería en el complejo, además de instalar huertos solares
Actualmente la casa se utiliza para hacer encuentros y convivencias de niños y jóvenes de colegios, clubes de tiempo libre y centros juveniles salesianos.

## Geografía humana

### Demografía
| Gráfica de evolución demográfica de Somalo entre 1842 y 1857 |
| |
| Población de derecho según los censos de población del INE Población de hecho según los censos de población del INEEntre el censo de 1860 y el anterior, este municipio desaparece porque se integra en el municipio 26154 (Torremontalbo) |

## Monumentos
La fuente del Chafariz, de piedra de sillería formando un brocal circular como de 50 cm de profundidad con pilar central que soporta una concha circular donde sale el surtidor de agua, a ambos lados y en paralelo unos asientos corridos de piedra de sillería y a continuación un estanque semi-cercado también con piedra de sillería y sobre ella la efigie de un águila imperial incorporada y con las alas semi-desplegadas.